# Streckentabelle
In den Streckentabellen oder Streckentabellen RADN der Schweizer Eisenbahnen sind die Höchstgeschwindigkeiten  für Züge der Zugreihen R, A, D und N aufgeführt. Die Streckentabellen enthalten:
- die Bahnhöfe und Haltestellen mit ihrer kilometrischen Lage
- die maßgebende Neigung zwischen den einzelnen Bahnhöfen
- die Höchstgeschwindigkeit der Züge in Abhängigkeit von den Zug- und Bremsreihen
- Streckenabschnitte, die dauernd mit verminderter Höchstgeschwindigkeit zu befahren sind
- Angaben über beschränkte Ein- und Ausfahrgeschwindigkeiten der Bahnhöfe
- Einrichtungen für Gleiswechselbetrieb
- Führerstandsignalisierung
- das für den digitalen Zugfunk zu verwendende Mobilfunknetz (GSM-R/GSM-P) und die Fahrdienstleiter-Kurzwahlnummer

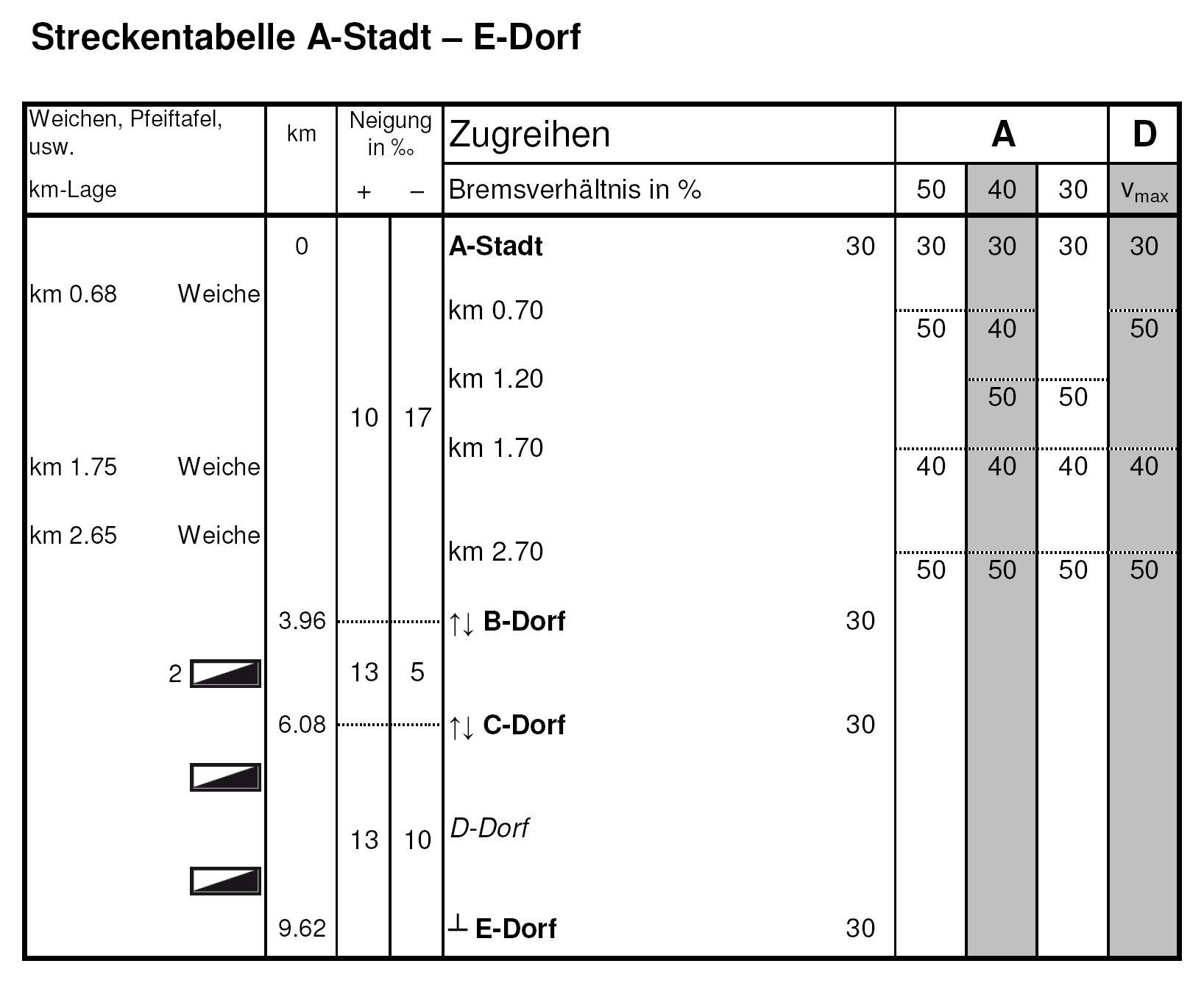
Streckentabelle
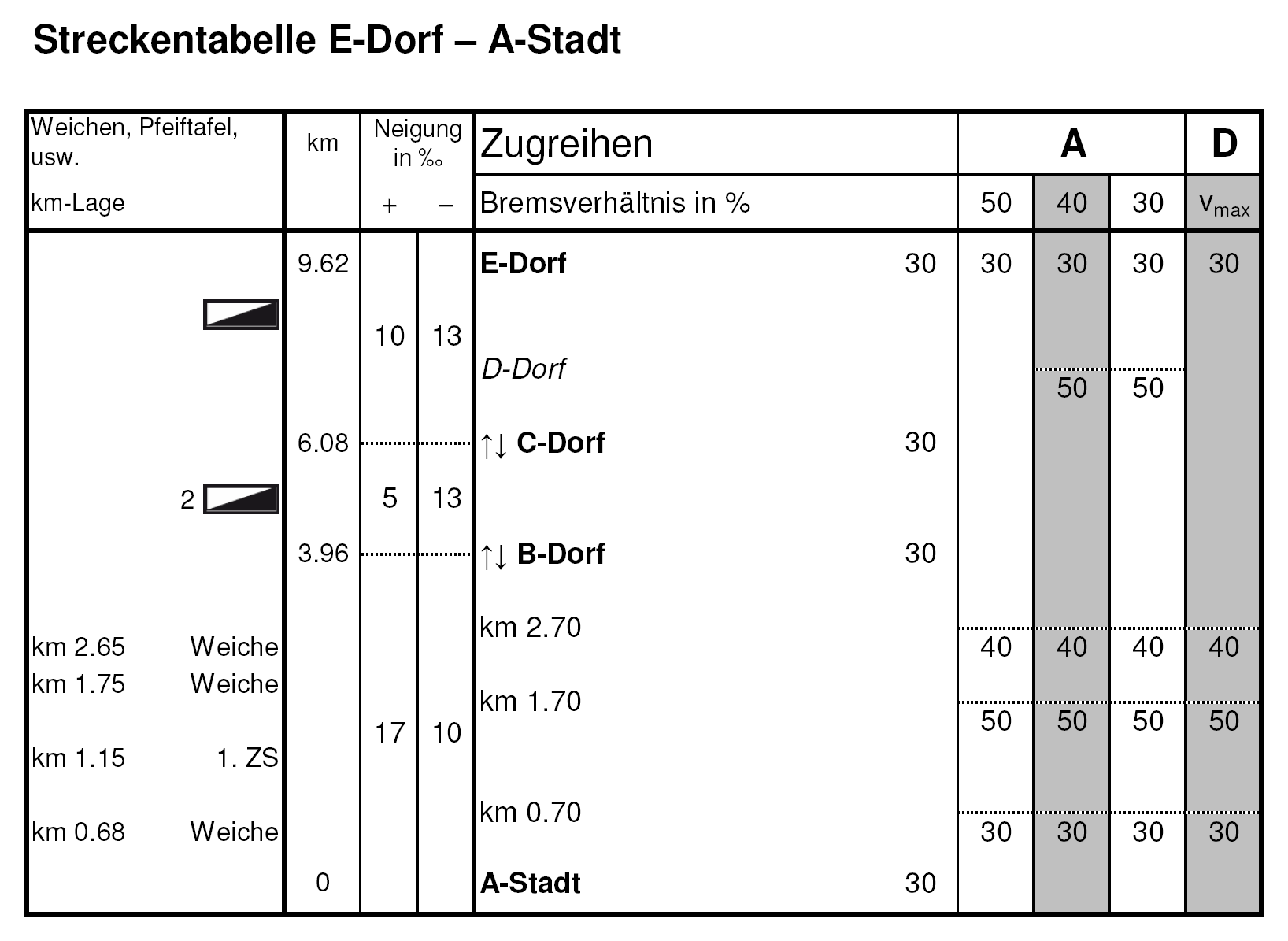
Streckentabelle der Gegenrichtung